# مجمع العالي

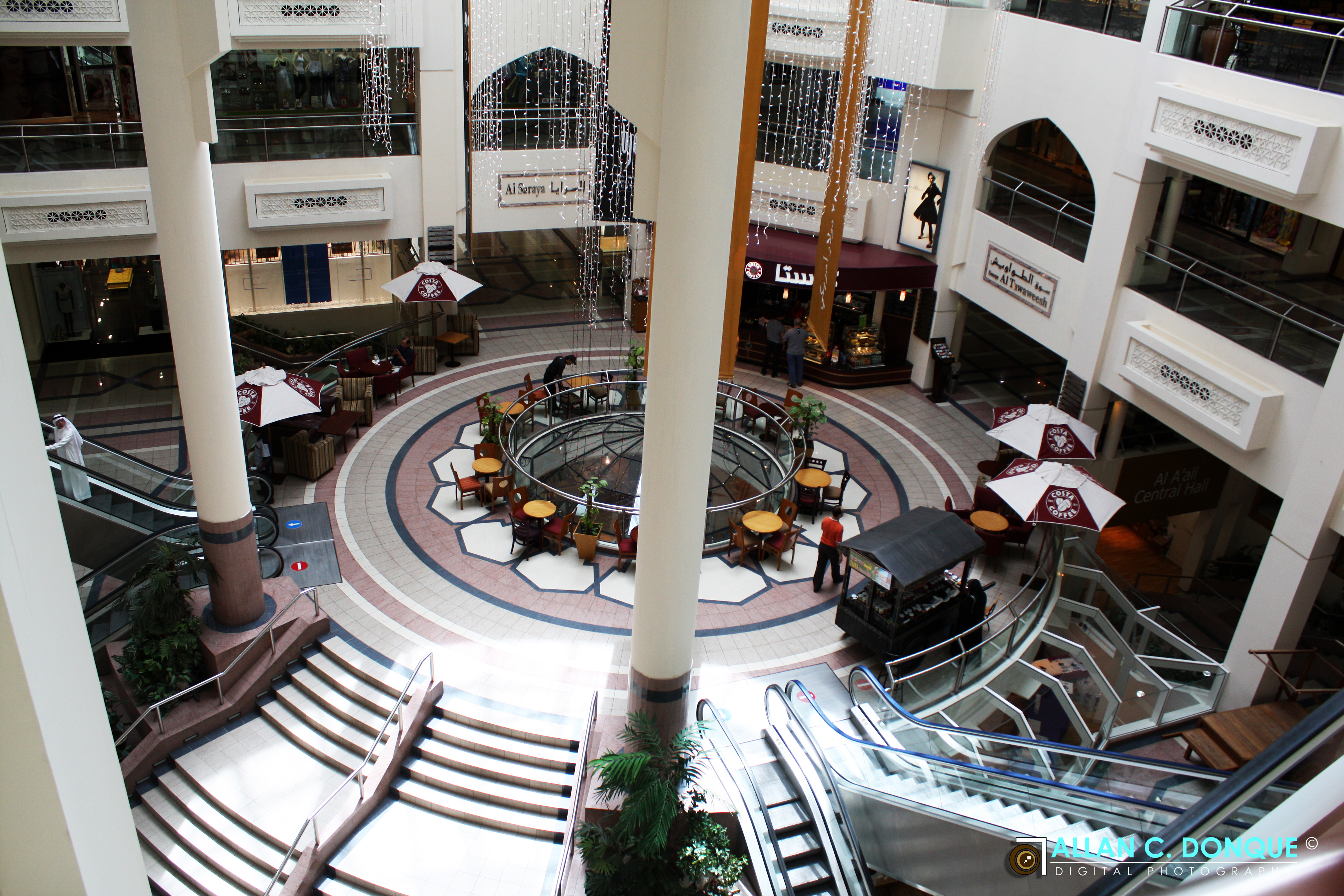

مجمع العالي أحد أكبر مراكز التسوق في البحرين ويغطي مساحة 52 ألف متر مربع. افتتح عام 1996 وأضيفت له توسعتان أهمها التوسعة الأخيرة والتي تم افتتاحها في أبريل 2007. يملك المجمع شركة مجموعة حاجي حسن.

## الموقع
يقع المجمع في منطقة السيف في العاصمة المنامة على مقربة من مجمع السيف. شارع الشيخ خليفة بن سلمان يقع إلى الجنوب ومجمع البحرين ومعرض البحرين الدولي للمعارض والمؤتمرات. إلى الشرق يقع مجمع البحرين سيتي سنتر.